# Imperial Bedroom
Imperial Bedroom è un album discografico di Elvis Costello & The Attractions pubblicato nel 1982 dalla F-Beat.

## Storia
L'album è stato prodotto da Geoff Emerick, famoso come ingegnere del suono dei Beatles. Venne registrato presso gli AIR Studios di Londra nel 1982.
Il titolo del disco ha ispirato il romanzo di Bret Easton Ellis Imperial Bedrooms.

## Copertina
La copertina e l'artwork si ispirano al pittore Pablo Picasso.

## Accoglienza
| Recensione | Giudizio |
| ---------- | -------- |
| AllMusic   | [ 5 ]    |

L'album è presente nella lista dei 500 migliori album secondo Rolling Stone alla posizione n. 166. Inoltre, sempre secondo Rolling Stone, è il 38° miglior album degli anni '80.

## Tracce
Tutte le tracce sono di Elvis Costello, eccetto dove indicato.
1. Beyond Belief – 2:34
2. Tears Before Bedtime – 3:02
3. Shabby Doll – 4:48
4. The Long Honeymoon – 4:15
5. Man Out of Time – 5:26
6. Almost Blue – 2:50
7. ...And in Every Home – 3:23
8. The Loved Ones – 2:48
9. Human Hands – 2:43
10. Kid About It – 2:45
11. Little Savage – 2:37
12. Boy with a Problem (musica di Costello; testo di Chris Difford con aggiunte di Costello) – 2:12
13. Pidgin English – 3:58
14. You Little Fool – 3:11
15. Town Cryer – 4:16

## Formazione
- Elvis Costello - voce, chitarra, piano

- Steve Nieve - piano, organo, clavicembalo, fisarmonica, orchestrazioni, chitarra
- Bruce Thomas - basso
- Pete Thomas - batteria

## Classifiche
- Official Albums Chart (Regno Unito) - #8[6]